# Албија
Албија (фр. Albias) насеље је и општина у јужној Француској у региону Миди Пирене, у департману Тарн и Гарона која припада префектури Монтобан.
По подацима из 2011. године у општини је живело 3.061 становника, а густина насељености је износила 141,71 становника/km². Општина се простире на површини од 21,6 km². Налази се на средњој надморској висини од 91 метар (максималној 107 m, а минималној 78 m).

## Демографија
| 1962. | 1968. | 1975. | 1982. | 1990. | 1999. | 2011. |
| ----- | ----- | ----- | ----- | ----- | ----- | ----- |
| 1.381 | 1.668 | 1.888 | 2.091 | 2.313 | 2.338 | 3.061 |

График промене броја становника у току последњих година